# Rentabilitätsregulierung
Als Rentabilitätsregulierung (auch Rate-of-Return-Regulierung) wird in der Volkswirtschaftslehre eine Methode zur Regulierung von Monopolen bezeichnet, die sich an der Rentabilität des eingesetzten Kapitals orientiert.
Dabei wird dem Monopol durch Regulierung ein Preis auferlegt, der sich an dem in einem vollkommenen Markt erwarteten Preis (Preis gleich Grenzkosten) orientiert und darauf eine marktübliche Verzinsung auf das eingesetzte Kapital aufgeschlagen.

## Kritik
Ein Nachteil dieser Methode liegt in Anreizen für das Unternehmen, das eingesetzte Kapital zu maximieren. Je größer der zugelassene Aufschlag zur Verzinsung des eingesetzten Kapitals, desto größer sind ferner Anreize, den Produktionsfaktor Arbeit durch Kapital zu verdrängen. Ein optimales Faktoreinsatzverhältnis, wie für eine Pareto-effiziente Ökonomie gefordert, ist damit nicht mehr möglich. Dies wird als Averch-Johnson-Effekt bezeichnet.

## Geschichte
Die Rate-of-Return-Regulierung war eine weit verbreitete Regulierungsmethode in den Vereinigten Staaten. Sie wurde inzwischen weitgehend durch andere Verfahren, beispielsweise der Höchstpreisregulierung verdrängt, der bessere Anreizwirkungen zugesprochen werden.
Manche behaupten, dass alle Regulierungsverfahren langfristig zu einer Rentabilitätsregulierung führen.